# Slopestyle
Slopestyle – szerokie pojęcie określające snowboardowy freestyle (a także narciarski freestyle – freeskiing). "Styl na stoku" nie jest stylem ubioru, lecz stylem jazdy. Polega na wykonywaniu przeróżnych ewolucji na desce lub nartach, tj. skoki, street na stoku (czyli np. rotacje podczas jazdy) czy jazda po przeszkodach (jibbing).
Nazwą slopestyle często określane są zawody, w których snowboardziści lub narciarze wykonują ewolucje na skoczniach lub przeszkodach.

## Zawody
Jednymi z najbardziej znanych zawodów Slopestyle są organizowane co roku Winter X Games. Po raz pierwszy zorganizowane zostały w 1997 r. na Snow Summit Mountain Resort w Kalifornii. Od 2002 r. zawody te odbywają się w Aspen (Kolorado) i według ESPN będą się tam odbywały do roku 2012. W konkursach Slopestyle zawodnicy walczą o medal, a w przypadku Winter X Games również o nagrody pieniężne. W trakcie wykonywania manewrów, zawodnicy oceniani są przez jury, które przypisuje im punkty. Aby dostać jak największą liczbę punktów, zawodnik musi wykonać manewr bez upadku i pokazać jak najwięcej zaawansowanych trików. 
Dyscyplina znalazła się też w programie Zimowych Igrzysk Olimpijskich w Soczi.